# الدوري الكويتي 1970–71
أقيمت بطولة الدوري الكويتي العاشرة في موسم 1970/1971، وقد شارك في البطولة 6 فرق، وقد استطاع نادي القادسية الكويتي بأن يفوز بلقب البطولة للمرة الثانية في تاريخه.

## ترتيب الفرق
| الفريق                | لعب | فاز | تعادل | خسر | له | عليه | النقاط |
| --------------------- | --- | --- | ----- | --- | -- | ---- | ------ |
| نادي القادسية الكويتي | 10  | 8   | 1     | 1   | 24 | 9    | 17     |
| نادي العربي           | 10  | 5   | 4     | 1   | 17 | 6    | 14     |
| نادي الكويت           | 10  | 5   | 2     | 3   | 17 | 11   | 12     |
| نادي كاظمة            | 10  | 3   | 2     | 5   | 18 | 18   | 8      |
| نادي اليرموك          | 10  | 1   | 3     | 6   | 13 | 26   | 5      |
| نادي الفحيحيل         | 10  | 1   | 2     | 7   | 7  | 26   | 4      |

## أرقام من البطولة
- أكثر الفرق تحقيقا للفوز هو نادي القادسية الكويتي ب8 انتصارات.
- أقل الفرق تحقيقا للفوز هما نادي اليرموك ونادي الفحيحيل بفوز واحد.
- أقل الفرق تعرضا للتعادل هو نادي القادسية الكويتي بتعادل واحد.
- أكثر الفرق تعرضا للتعادل هو نادي العربي الكويتي ب4 تعادلات.
- أقل الفرق تعرضا للخسارة هما نادي القادسية الكويتي ونادي العربي بخسارة واحدة.
- أكثر الفرق تعرضا للخسارة هو نادي الفحيحيل ب7 خسائر.
- أكثر الفرق تسجيلا للأهداف هو نادي القادسية الكويتي ب24 هدف.
- أقل الفرق تسجيلا للأهداف هو نادي الفحيحيل ب7 أهداف.
- أكثر الفرق استقبالا للأهداف هما نادي اليرموك ونادي الفحيحيل 26 هدف.
- أقل الفرق استقبالا للأهداف هو نادي العربي الكويتي ب6 أهداف.